# Pállya Celesztin
Pállya Celesztin (Genova, Olaszország, 1864. március 9. – Nagymaros, 1948. január 15.) festő.

## Életpályája
Eleinte fametszeteket készített és kőfaragással foglalkozott. 1884-ben a Bécsi Képzőművészeti Akadémián tanult, később Münchenben, majd Budapesten, Benczúr Gyula mesteriskolájában folytatta tanulmányait 1889-től 1894-ig. 17 éves korában Bécsben már szerepelt kiállításon. Munkái főként vásári jelenetek, állatok, csendéletek és portrék. Feszty Árpád A magyarok bejövetele című körképén ő festette meg a lovakat. Gyűjteményes kiállításai voltak 1906-ban és 1911-ben a Könyves Kálmán Szalonban, 1908-ban és 1919-ben a Nemzeti Szalonban, 1922-ben az Ernst Múzeumban, 1931-ben a Műcsarnokban és 1932-ben a debreceni Déri Múzeumban. Több magyar és külföldi díjat is elnyert. A festészeten kívül foglalkozott még zenével, hegedűkészítéssel és különböző mechanikai problémákkal. 1939-ben Újpest díszpolgára lett.
Lánytestvére Dunakeszin élt, így Pállya Celesztin sokat tartózkodott és alkotott is a településen. Festőládáját, festőszerszámait, hegedűkészítő eszközeit, illetve a Feszty-körképnél is használt lómodelljét ma a Révész István Helytörténeti Gyűjtemény őrzi.

## Ismertebb művei
- Vasárnap délután,
- Cigányvásár Kecskeméten,
- Falusi út.

## Emlékezete
Újpesten 1997 óta és Nagymaroson utcák viselik a nevét. 

## Síremléke
A megyeri temetőben található nyughelye, az Angol Tagozatos Iskola gondozta síremlékét.

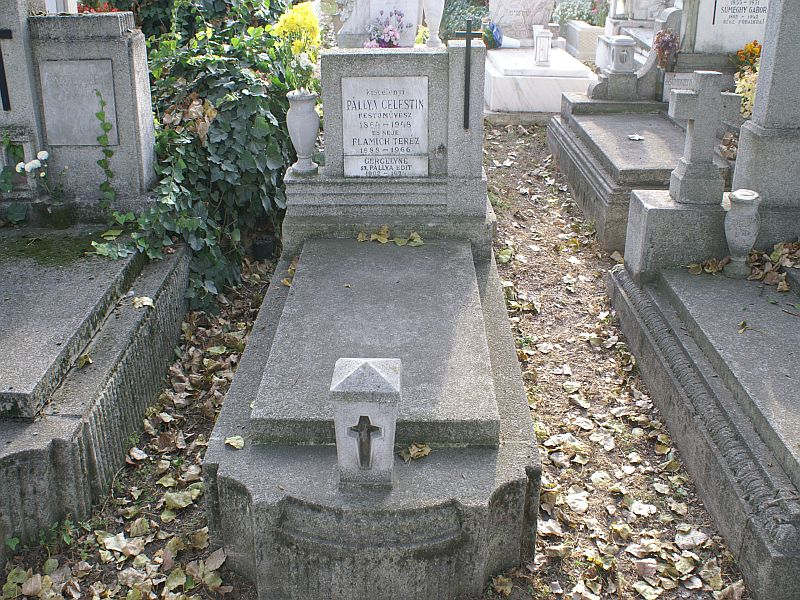
Sírja a Megyeri temetőben 2006-ban